# Conseil spécial du NKVD
Le Conseil spécial du NKVD (russe : Особое совещание при НКВД СССР) en abrégé OSSO, ОСО) a été établi par un décret du Conseil des commissaires du peuple du 10 juillet 1934, créant le NKVD lui-même. Ce décret donnait au conseil spécial la faculté de prononcer des peines dans le cadre d'une procédure administrative, c'est-à-dire sans jugement par un juge.
Les peines suivantes pouvaient être décidées par le conseil spécial : le bannissement (высылка) (à partir du lieu de résidence), l'exil (ссылка) (pour les régions éloignées), la rééducation dans des camps de travail, jusqu'à cinq ans et l'expulsion (высылка) de l'URSS. 
En 1937, pendant les grandes purges, le maximum des peines d'emprisonnement a été porté à huit ans. En novembre 1941, après le début de la guerre avec l'Allemagne, ce maximum a été relevé à 25 ans ou à la peine de mort. À la fin de la guerre, le conseil spécial s 'est vu retirer la possibilité de condamner à mort, le maximum de la peine restant de 25 ans d'emprisonnement.
Le conseil spécial a été supprimé en septembre 1953, peu de temps après la mort de Joseph Staline.